# Йосиф (Савраш)
Архієпископ Йосиф (у миру Йосип Михайлович Савраш; 27 квітня 1909, с. Черніїв (нині Івано — Франківська область) — 5 червня 1984, Івано-Франківськ) — архієрей Українського екзархату Російської православної церкви , архієпископ Івано — Франківський і Коломийський.

## Біографія
Народився в греко-католицької сім'ї службовця. У 1927 році закінчив Станіславську гімназію. Богословську науку проходив в Інсбруку (Австрія). 4 вересня 1932 висвячений в сан пресвітера і призначений настоятелем Покровської церкви у м. Станіславі. З 1938 по 1940 рік — настоятель Троїцької церкви в селі Золотому Потоці, Тернопільської області. З 1940 по 1946 рік — настоятель Благовіщенської церкви в Снятині, Станіславської області.
8-10 березня 1946 року — учасник Львівського Собору. Після Собору перейшов у Православ'я. З 1946 року — настоятель Михайлівської церкви в Снятині. 2 серпня 1957 в Печерній церкви Києво — Печерської Лаври був пострижений у чернецтво з ім'ям Йосиф, на честь преподобного Йосипа Печерського, а 3 серпня возведений у сан архимандрита.
4 серпня 1957 у Володимирському соборі Києва хіротонізований на єпископа Станіславського і Коломийського . Чин хіротонії здійснювали: митрополит Київський і Галицький Іоанн (Соколов), архієпископи: Львівський і Тернопільський Паладій (Камінський), Чернігівський і Ніжинський Андрій (Сухенко) ; єпископи: Переяслав -Хмельницький Нестор (Тугай), Кіровоградський і Миколаївський Інокентій (Леоферов), Дрогобицький і Самбірський Григорій (Закаляк).
З 5 березня по 21 травня 1959 по року тимчасово керував Чернівецької єпархією. У 1962 році у зв'язку з перейменуванням Станіслава в Івано — Франківськ, титул змінений на «Івано — Франківський і Коломийський».
11 травня 1963 нагороджений орденом св. князя Володимира.
З 9 жовтня по 9 листопада 1963 тимчасово керував Мукачівсько-Ужгородської єпархією. 5 лютого 1965 возведений у сан архієпископа.
Він активно сприяв утвердженню Православ'я у своїй єпархії. За ревне служіння Церкві Христовій архієп. Йосип нагороджений церковними орденами: св. рівноап. князя Володимира 2 ступеня і Преп. Сергія Радонезького 2-го ступеня.
12 жовтня 1982 звільнений на спокій .
В останні два роки життя, вже перебуваючи на спокої, він продовжував брати активну участь у житті Церкви, ділився зі священиками багатим пастирським досвідом, писав богословські та церковно-історичні роботи.
Помер 5 червня 1984 р.
Відспівування архієпископа Йосипа у Воскресенському кафедральному соборі 7 червня звершив архієпископ Івано — Франківський і Коломийський Макарій (Свистун) у співслужінні багатьох священиків.
Похований у родинній усипальниці в с. Чернієві.